# ISO 639-1
ISO 639-1 – standard dwuliterowych kodów językowych w zakresie większości głównych języków świata. Organem rejestrującym jest otworzone przez UNESCO International Information Centre for Terminology (tzw. Infoterm). Powstał on w wyniku podzielenia ogólnego standardu ISO 639 na części, w wyniku czego oryginalny standard przestał obowiązywać. Obecnie (marzec 2017) w standardzie znajduje się 184 kodów języków. Ostatnia wersja standardu została opublikowana w lipcu 2002 roku. Użycie kodów ISO 639-1, w przypadku, gdy dany język znajduje się w standardzie, jest zalecane poprzez internetowy standard RFC 5646 (Tags for Identifying Languages).

## Porównanie z innymi częściami
ISO 639-1 jest jedynym standardem zawierającym dwuliterowe kody. Pozostałe części standardu stosują kody trzyliterowe. Zastosowaniem pierwszej części jest terminologia, leksykografia oraz lingwistyka, drugiej bibliografia oraz terminologia, a trzecia część ma być zbiorem wszystkich języków. ISO 639-1 jest oficjalnym podzbiorem ISO 639-2, więc wymagania rejestracji kodu dla standardu części drugiej, stosuje się również dla kodów części pierwszej. Część pierwsza nie stosuje kodów dla grup języków. Dwie pierwsze części nie mają za zadania stworzenia kodów dla wszystkich języków, a jedynie dla głównych.